# Palazzo Arnaboldi Gazzaniga
Il palazzo Arnaboldi Gazzaniga è un palazzo di Pavia, in Lombardia.

## Storia
Almeno dal XV secolo l'antico casato pavese dei Corti era proprietario di diversi palazzi e case posti in un isolato della parrocchia di San Michele. Il palazzo fu costruito, in parte inglobando e rimodellando edifici di età medievale, intorno al 1769 dai marchesi Siro e Francesco Corti. Fra i più noti personaggi della famiglia si annoverano due giuristi, entrambi di nome Francesco, che furono professori nell’università di Pavia e autori di “consulti” assai apprezzati e di altri scritti; il primo è già documentato come docente di diritto civile nel 1387, mentre il secondo fu attivo a partire dalla seconda metà del Quattrocento e fu anche senatore sotto Francesco I. Mentre nel XVI secolo Matteo Corti fu professore di medicina a Pavia, Bologna, Firenze e Pisa e fu medico del papa Clemente VII. Nel 1771 il marchese Siro Corti vendette al conte Francesco Gambarana alcuni edifici dell’isolato che il Gambarana trasformò nel palazzo Gambarana. Intorno al 1820 il complesso di palazzo Corti passò ai Pisani Dossi e nel 1872 agli Arnaboldi, originari di Milano, che si trasferirono a Pavia nell'Ottocento e qui ricoprirono importanti cariche: Bernardo fu sindaco di Pavia, e poi deputato e senatore, e con il regio decreto del 1882 gli fu riconfermato il titolo di conte di Pirocco (Titolo che Carlo Alberto aveva conferito nel 1831 all’avvocato Stefano Pompeo Gazzaniga, prozio materno dell’Arnaboldi) e assunse il cognome Arnaboldi Gazzaniga.

## Descrizione
L'edificio ricorda nelle forme di palazzo Mezzabarba; costruito lungo una stretta via (via della Rocchetta), sembra adeguare le decorazioni della facciata alle limitate visione prospettiche consentite dall'ambiente urbano in cui è inserito. L’impaginazione del prospetto è molto simile a quella di palazzo Mezzabarba: pure qui alcune paraste, maggiormente distanziate, ma anch’esse alte quanto la facciata, scandiscono la fronte in zone diverse, che comprendono ciascuna tre piani. Essi anche qui tendono ad avere pari dignità, malgrado il primo sia alto. Le paraste, nel determinare la scansione della facciata, non obbligano le finestre ad assumere distanze diverse fra di loro. La facciata è arricchita da medaglioni, dal portale e dalla balaustra del balcone tutti in stile barocchetto, mentre nel prospetto lungo via Capsoni si possono osservare tracce di affreschi secenteschi e bifore gotiche. Le facciate lungo il cortile (quadrato con tre lati porticati con colonne in granito) riprendono i motivi della facciata. Nel 1875 gli Arnaboldi commissionarono all'architetto Ercole Balossi (cui si rivolgeranno qualche anno dopo per la galleria Arnaboldi) il progetto di ampliamento del complesso, racchiudendo al centro un grande giardino. Mentre il prospetto lungo corso Garibaldi non presenta soluzioni architettoniche di spicco, la facciata rivolta verso il giardino e sulla via che porta a San Michele, in omaggio al monumento, si caratterizzano per l'adozione di moduli stilistici neomedievali, specialmente evidenti nella torretta angolare ottagonale, nelle bifore in cotto e nelle colonnette sostenenti capitelli neoromanici. Contemporaneamente, con la demolizione del fabbricato che si affacciava su via San Michele e che chiudeva il giardino a est, quest’ultimo venne ampliato e chiuso con una cancellata in ferro.

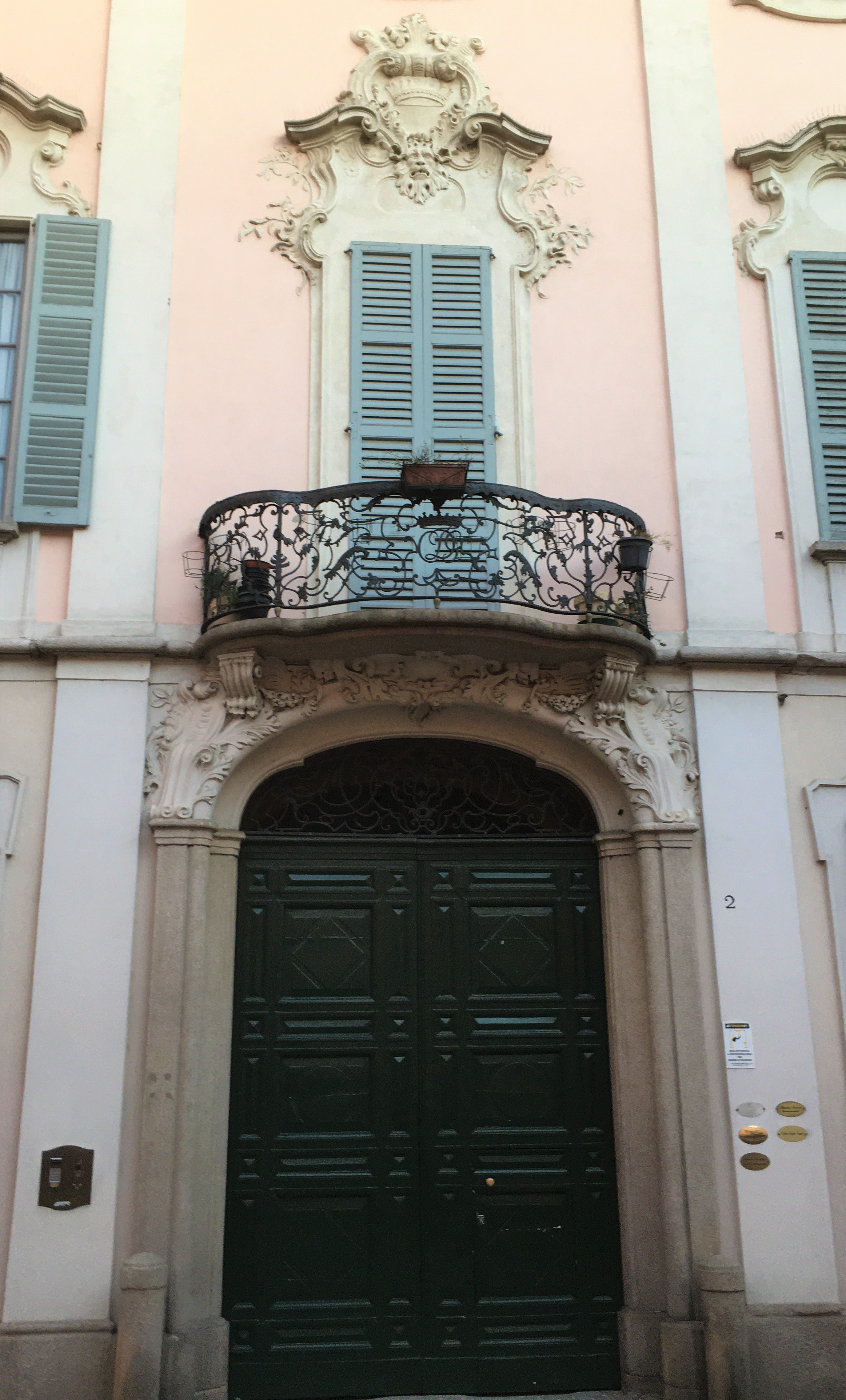
Il portale su via della Rocchetta.
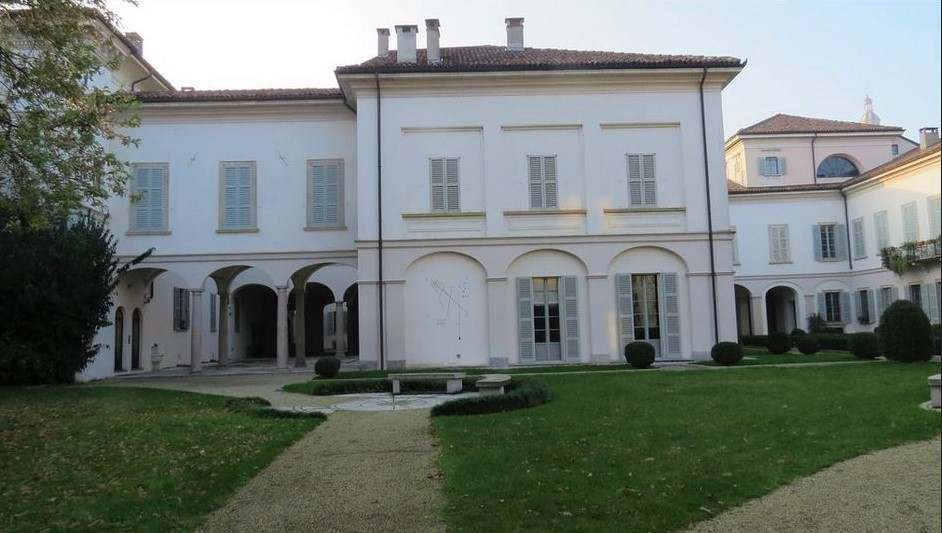
Il prospetto lungo il giardino
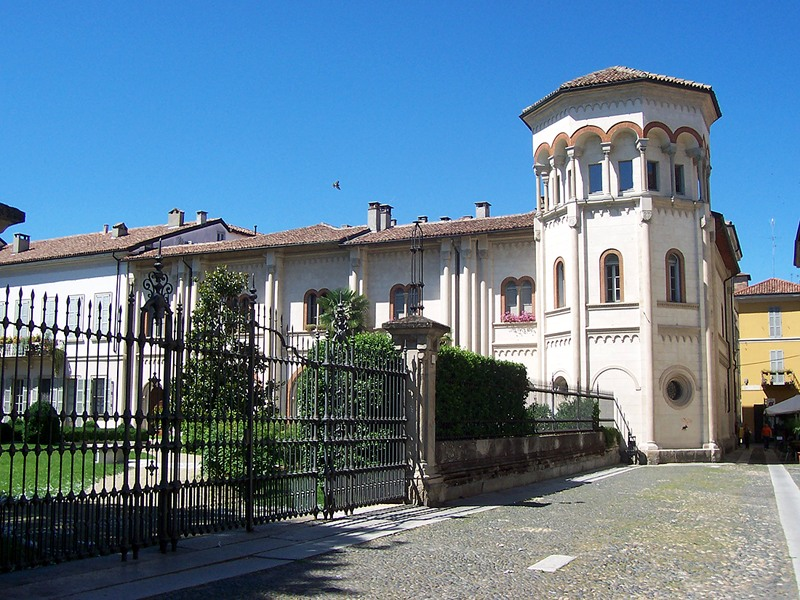
La torre neoromanica